# Uekera
De Uekera is in de mythologie van Micronesië en Kiribati een boom die reikt tot in de hemel. Het is de 'boom der kennis' in de legende van Kiribati. Gezegd wordt dat hij werd geplant in het dorp Buariki, in Noord-Tarawa, door Nei Tekanuea.
Deze mythe was de inspiratie voor de naam van het Kiribatisch weekblad, Te Uekera.